# Пугачёв, Анатолий Николаевич
Анатолий Николаевич Пугачёв (род. 18 января 1947) — советский футболист, защитник. Воспитанник футбольной школы ЦСКА, где занимался у тренеров Бориса Зажорина и Анатолия Родионова. Вместе с Леонидом Морозовым стал одним из двух воспитанников школы 1947 года рождения, кто выступал за основную команду ЦСКА. В высшей лиге провёл период с 1965 по 1968, после чего уехал на Украину, также как и Морозов. После ЦСКА выступал в низших лигах за запорожский «Металлург», за «Кривбасс», «Москвич» и клубную команду «Москвича».